# Cineteca del Friuli
La Cineteca del Friuli è un archivio videografico e bibliografico di materiale riguardante la storia del cinema, la cui sede si trova a Gemona del Friuli.
L'idea nasce nei fondatori Livio Jacob e Piera Patat durante le proiezioni cinematografiche itineranti nelle tendopoli sorte a seguito del terremoto che colpì il Friuli nel maggio e settembre 1976.
L'archivio conserva quasi 23.000 pellicole tra film di finzione, documentari e cinegiornali, in 16 e 35mm, cui si aggiungono oltre 30.000 titoli in VHS, DVD, BLU-RAY.  Le collezioni più importanti riguardano i classici dell'animazione, il cinema muto italiano ed europeo, il cinema sperimentale. Attenzione particolare è riservata ai film e documentari prodotti in Friuli-Venezia Giulia.
Consistente è anche il patrimonio librario, con oltre 25.000 titoli tra volumi e opuscoli.
La Cineteca del Friuli ogni anno organizza Le Giornate del Cinema Muto che dal 2007 sono tornate nella storica sede di Pordenone.